# 一休 (居酒屋)
一休（いっきゅう）は居酒屋チェーンのひとつである。東京都および埼玉県に店舗展開している。

## 概要
東京都西部および埼玉県に、一休は18店舗、焼鳥 一休は4店舗を展開している。以前から利用されている居酒屋一休の特徴である一休メンバーズカードに加え、現在ではアプリによる会員サービスも行っている。これらの会員に対して生ビール、こだわり酒場のレモンサワー190円などの割引サービスを行っている。

## 沿革
- 1975年10月7日 - 一休1号店を高円寺に開店
- 1985年1月22日 - 有限会社一休設立
- 1997年1月22日 - 株式会社化
- 1999年2月13日 - 十九家（とくや）1号店を武蔵境に開店
- 2012年10月1日 - 十九家の各店舗を「焼鳥 一休」に屋号を変更

## 埼玉西武ライオンズとの関わり
埼玉西武ライオンズの本拠地である西武ドーム三塁側入場ゲート（2020年11月撤去）に広告を掲出しており、2015年からは球団関係者が出演するコラボCMも作られた。
CM出演者
- 2015年 - BLUE LEGENDS
- 2016年 - エルネスト・メヒア、エスメルリング・バスケス
- 2017年 - エルネスト・メヒア、ブライアン・ウルフ
- 2018年 - エルネスト・メヒア、ブライアン・ウルフ
- 2019年 - 栗山巧、源田壮亮
- 2025年 - 栗山巧、蛭間拓哉